# Pjotr Petrowitsch Sokalski

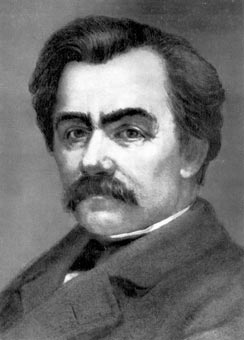
Pjotr Petrowitsch Sokalski

Pjotr Petrowitsch Sokalski (russisch Пётр Петрович Сокальский, wiss. Transliteration Pëtr Petrovič Sokal'skij; * 14. Septemberjul. / 26. September 1832greg. in Charkiw; † 18. Märzjul. / 30. März 1887greg.in Odessa) war ein Komponist und Musikwissenschaftler im Russischen Kaiserreich.
Sokalski studierte an der Universität Charkiw. Von 1857 bis 1860 war er Sekretär des russischen Konsulats in New York City. Nach seiner Rückkehr lebte er als Zeitungsherausgeber in Odessa. 
Er komponierte drei Opern und veröffentlichte umfangreiche Schriften über die russische Volksmusik. Bahnbrechend waren seine Forschungen über den Einfluss der chinesischen Musik auf die russische.